# مطار أوكلاند الدولي (الولايات المتحدة)
 مطار أوكلاند الدولي(بالإنجليزية: Oakland International Airport)‏ (إياتا: OAK ، إيكاو: KOAK) هو مطار دولي يقع في مدينة أوكلاند، كاليفورنيا.